# Moritz Friedrich Essellen
Moritz Friedrich Essellen (* 6. April 1796 in Plettenberg; † 11. April 1882 in Hamm), 1836 zum Hofrat ernannt, war nach Stationen in Ibbenbüren und Arnsberg Kassenrendant am Oberlandesgericht Hamm und Stadtverordneter in Hamm.
Essellen veröffentlichte geschichtliche Abhandlungen über die Römer in Germanien, insbesondere Caesars Rheinbrücken, die Varusschlacht und das Kastell Aliso, über den Kreis Hamm, die Grafschaft Mark und die Grafschaft Tecklenburg, über Untersuchungen des Gräberfelds Beckum I, über die Hohenburg und über westfälische Toponyme.
Die Universität Münster verlieh ihm 1882 kurz vor seinem Tod für seine historischen und archäologischen Forschungen die Ehrendoktorwürde.
Essellen wurde auf dem Ostenfriedhof beigesetzt, sein Grab ist nicht erhalten.

## Schriften
Monographien
- Ergänzungen zur Hypothekenordnung, enthaldend Gesetze, Verordnungen etc., welche ausschliesslich die Errichtung des Hypothekenwesens im Departement des Kgl. Hofgericht zu Arnsberg, und Zusätze und Erläuterungen zur Hypothekenordnung. (Nebst) Nachträgen. Arnsberg 1834–36.
- Kurze Darstellung der Hypotheken-Verfassung im Departement des kgl. Hofgerichts zu Arnsberg. Arnsberg 1835.
- Beschreibung und kurze Geschichte des Kreises Hamm und der einzelnen Ortschaften. Hamm 1851 (Nachdruck 1985, ISBN 3-923846-07-X).
- Ueber den Ort der Niederlage der Römer unter Varus. Hamm 1853.
- Übersicht der Geschichte der Grafschaft Mark. Hamm 1859.
- Zur Geschichte der Kriege zwischen den Römern und Deutschen in den Jahren 11 vor bis 16 nach dem Beginn unserer Zeitrechnung. Hamm 1862.
- Zur Frage, wo Julius Cäsar die beiden Rheinbrücken schlagen ließ. Hamm 1864.
- Geschichte der Sigambern und der von den Römern bis zum Jahre 16 n. Chr. im nordwestlichen Deutschland geführten Kriege. Leipzig 1868.
- Das Varianische Schlachtfeld in Kreise Beckum. Verlag Lüderitz, Berlin 1874.
- Geschichte der Grafschaft Tecklenburg. Schwerte a. Ruhr 1877.
- Das römische Kastell Aliso und Ort der Niederlage des römischen Heers unter Q. Varus. Hamm 1878.
- Sammlung der Gesetze, Geschäfts-Instructionen und sonstigen generellen Verfügungen, welche an die Gerichte im Departement de Kgl. Hofgerichts zu Arnsberg seit Einführung der Preuss. Gerichtsverfassung erlassen worden sind. Th. 1. Arnsberg o. J.
- Die westfälischen Frei- oder Femgerichte. Verlag Carl Braus, Schwerte 1877 (61 Seiten).

Aufsätze
- Die Hohenburg bei Herringen an der Lippe und die Grabstätte auf derselben.  In: Zeitschrift für vaterländische Geschichte und Altertumskunde (Westfalen), Bd. 22, 2, 1862, S. 261–286.
- Das Steindenkmal bei Wintergalen. In: Zeitschrift für vaterländische Geschichte und Altertumskunde (Westfalen) Bd. 27, 7, 1867, S. 372–374.
- Bemerkungen über die Leichenfelder bei der Stadt Beckum. In: Zeitschrift für vaterländische Geschichte und Altertumskunde (Westfalen), Bd. 27, 7, 1867, S. 275–334.
- Deutung einiger westfälischer Ausdrücke und Ortsnamen. In: Monatsschrift für rheinisch-westfälische Geschichtsforschung, Bd. 3, 1877, S. 586–589.